# At-Tawīla
At-Tawīla (übersetzt: „die Lange“; auch: at Tawilan, Tawila, Tawilah; arabisch الطويلة, DMG aṭ-Ṭawīla) ist eine jemenitische Kleinstadt im Gouvernement al-Mahwīt. Die Stadt teilt die Strecke zwischen Schibam Kaukaban und al-Mahwit und liegt auf einem Berg 2650 Metern Höhe. Die Landeshauptstadt Sanaa liegt ungefähr 70 km südöstlich.
Die Stadt ist von Terrassenlandschaften umgeben und nahezu vollständig aus Naturstein erbaut. Steinbrüche in der unmittelbaren Umgebung liefern den Baustoff. Häufig wurden die Steinbrüche selbst als Baugruben genutzt. at-Tawīla hat wirtschaftliche Bedeutung als Sammel- und Verladeplatz für Kaffee. Der Kaffee aus der Umgebung wird hier für die Häfen am Roten Meer verschiffungsfertig gemacht. Sonntags ist Wochenmarkt.
Der Suq erlangte 1987 Bekanntheit, als er anlässlich einer vielbeachteten Jemen-Ausstellung im Völkerkundemuseum München teilweise naturgetreu nachgebaut worden war. Auf zwei der insgesamt fünf Felsen erheben sich Befestigungsanlagen aus der Zeit der ersten osmanischen Invasion (1537–1636). Anfang des 20. Jahrhunderts wurden die Anlagen in Teilen zerstört.
Genauso wie Sanaa und Thula hat at-Tawīla Hidschra-Status, angelehnt an die Auswanderung Mohammeds und seiner Gefolgschaft von Mekka nach Medina und seine Ankunft in Qubāʾ am 12 Rabīʿ al-awwal = 24. September 622.
Stadtauswärts steht ein großer Findling, der im Laufe der Zeit so stark ausgehöhlt wurde, dass er Unterschlupf gewähren kann. Er dient afrikanischen Immigranten gelegentlich als Unterschlupf, wenn sie auf ihrer Durchreise am Ort verweilen.

## Umland
Das Umland gehört zu den spektakulären Landschaften des Jemen mit tief eingeschnittenen Tälern. Die Bergwelt ist sehr unzugänglich, da unwegsam. Das westliche Bergland bildet eine natürliche kulturräumliche Grenze zwischen Berg- und Tiefland, womit die Bevölkerung Schutz vor eindringenden Feinden fand. Diesen Umständen ist zu verdanken, dass sich die Stammesgesellschaft im Hochland über Jahrhunderte hinweg autochthon entwickelte.
Um den raren fruchtbaren Böden Landwirtschaftserzeugnisse abgewinnen zu können, ist die Bevölkerung seit je her auf den Terrassenfeldbau angewiesen. Dazu wurden seit der Antike artenreiche Trockenwälder gerodet. Als natürliche Vegetation haben sich sukkulente Euphorbien etabliert. Dort, wo sich die Täler aufspreizen, ist Kaffeeanbau möglich.